# Rhaphidostegium substranomulosum
Rhaphidostegium substranomulosum là một loài rêu trong họ Sematophyllaceae. Loài này được Dixon ex Guim. mô tả khoa học đầu tiên năm 1918.
Danh pháp khoa học của loài này chưa được làm sáng tỏ. 